# Mandarin Daily News Language Center
Mandarin Daily News Language Center is een Chinese school voor mensen die Engels als moedertaal hebben. Hier leren ze Standaardmandarijn en traditioneel Chinees.
De school wordt gesponsord door de Mandarin Daily News, een belangrijke Chinese krant in de stad Taipei, Republiek China (Taiwan). De school ligt in Taipei aan de Fu Chowstraat nummer 10.